# Ryan Longwell
Ryan Walker Longwell (Seattle, 16 agosto 1974) è un ex giocatore di football americano statunitense che ha giocato nel ruolo di placekicker nella National Football League (NFL). Al college ha giocato a football coi California Golden Bears.

## Carriera professionistica
Longwell non fu scelto nel Draft NFL 1997 e successivamente firmò coi San Francisco 49ers, con cui non scese mai in campo, dopo di che passò ai Green Bay Packers nel 1997. Nella sua prima stagione coi Packers, Longwell disputò il Super Bowl XXXII, dove calciò un field goal e tre extra point nella sconfitta 31-24 coi Denver Broncos. Rimase con la franchigia fino al 2005, divenendone il leader di tutti i tempi per punti segnati.
Nel 2006 passò ai Minnesota Vikings e, nella sua seconda partita con la nuova maglia, Longwell disputò una delle migliori prestazioni della propria carriera. Segnò tutti i sedici punti dei Vikings nella vittoria 16-13 sui Carolina Panthers, segnando tre field goal (incluso quello della vittoria dei tempi supplementari) e lanciò un passaggio da touchdown da 16 yard su un finto tentativo di field goal nel quarto periodo. In 2008 he kicked a 50 yard field goal with no time left to help the Vikings clinch the division.
Prima della stagione 2010, Longwell, uno stretto amico di Brett Favre, divenne una sorta di portavoce non ufficiale di Favre, dal momento che i media gli chiedevano spesso se il quarterback avrebbe continuato a giocare coi Vikings o si sarebbe ritirato. Quando Longwell si recò a prendere Favre all'aeroporto in Minnesota il 17 agosto 2010, le elicotteri della tv seguirono il SUV di Longwell fino al quartier generale dei Vikings.
L'8 gennaio 2013, Longwell firmò coi Seattle Seahawks dopo che Steven Hauschka si infortunò nel turno delle wild card dei playoff contro i Washington Redskins.
Il 12 agosto 2013, Longwell annunciò il proprio ritiro.

## Vittorie e premi

### Franchigia
- National Football Conference Championship: 1

Green Bay Packers: 1997

### Individuale
- Giocatore degli special team della NFC della settimana: 1

17ª settimana della stagione 2008
- Squadra ideale del Mall of America Field

## Statistiche
| Field goal tentati   | 434  |
| Field goal segnati   | 361  |
| Percentuale          | 83,2 |
| Field goal più lungo | 55   |